# 赫尼利察河 (普肖爾河支流)
赫尼利察河（烏克蘭語：Гнилиця），是烏克蘭中部的河流，屬於普肖爾河的左支流。該河發源自拉伊夫卡以南，流經波爾塔瓦州的米爾霍羅德區，河道全長20公里。